# Daptomys oyapocki
Daptomys oyapocki is een zoogdier uit de familie van de Cricetidae. De wetenschappelijke naam van de soort werd voor het eerst geldig gepubliceerd door Dubost & Petter in 1978.